# Frère Jérôme
Frère Jérôme Paradis (geboren als Joseph Ulric-Aimé Paradis; * 2. August 1902 in Charlesbourg/Québec; † 30. April 1994 in Laval/Pays de la Loire, Frankreich) war ein kanadischer Maler.

## Leben
Ulric-Aimé Paradis wurde 1918 Novize in der Kongregation vom Heiligen Kreuz und trug fortan den Namen Frère Jérôme. Er besuchte das College Saint-Césaire. Von 1921 bis 1927 unterrichtete er an der École Beaudet von Saint-Lorent und darauf bis 1935 am Collège Notre-Dame in  Montreal. In dieser Zeit begann er selbst zu malen, wobei er von Fernand Leduc und Jean-Paul Mousseau beeinflusst war. Von 1935 bis 1939 studierte er an der Université du Québec à Montréal, worauf er als Lehrer an das Collège Notre-Dame zurückkehrte.
1941 lernte er Paul-Émile Borduas, den Gründer der Gruppe der Automatisten in Québec kennen. Von diesem geprägt setzte er sich in seiner Malerei bis zum Ende seiner Laufbahn mit geometrischer abstrakter Malerei, dem Automatismus und der kinetischen Kunst auseinander und wurde so zu einer der führenden Persönlichkeiten der abstrakten Kunst in Québec. Ab Ende der 1950er Jahre leitete er das Atelier La Partance. Die Alliance des professeures et professeurs de Montréal zeichnete ihn 1991 mit ihrem Ehrenpreis aus.